# Filmworks XIX: The Rain Horse
Filmworks XIX: The Rain Horse est un album de John Zorn paru en 2008 sur le label Tzadik. Il s'agit de la musique d'un film d'animation de Dimitri Geller.

## Titres
| No  | Titre                  | Durée |
| --- | ---------------------- | ----- |
| 1.  | Tears Of Morning       |       |
| 2.  | The Stallion           |       |
| 3.  | Tree Of Life           |       |
| 4.  | Wedding Of Wild Horses |       |
| 5.  | Forests In The Mist    |       |
| 6.  | Dance Exotique         |       |
| 7.  | Bird In The Mist       |       |
| 8.  | Parable Of Job         |       |
| 9.  | Encounter              |       |
| 10. | The Rain Horse         |       |
| 11. | End Credits            |       |

## Personnel
- Rob Burger - piano
- Greg Cohen - basse
- Erik Friedlander - violoncelle